# Leśniowice (gmina)
Pour les articles homonymes, voir Leśniowice.
Leśniowice est une gmina rurale (gmina wiejska) du powiat de Chełm, dans la Voïvodie de Lublin, dans l'est de la Pologne.
Son siège administratif (chef-lieu) est le village de Leśniowice, qui se situe environ 19 kilomètres au sud de Chełm (siège du powiat) et 71 kilomètres au sud-est de la capitale régionale Lublin (capitale de la voïvodie).
La gmina couvre une superficie de 117,85 km2 pour une population de 3 996 habitants en 2006.

## Histoire
De 1975 à 1998, la gmina est attachée administrativement à la voïvodie de Chełm.

Depuis 1999, elle fait partie de la voïvodie de Lublin.

## Géographie
La gmina inclut les villages et localités de :

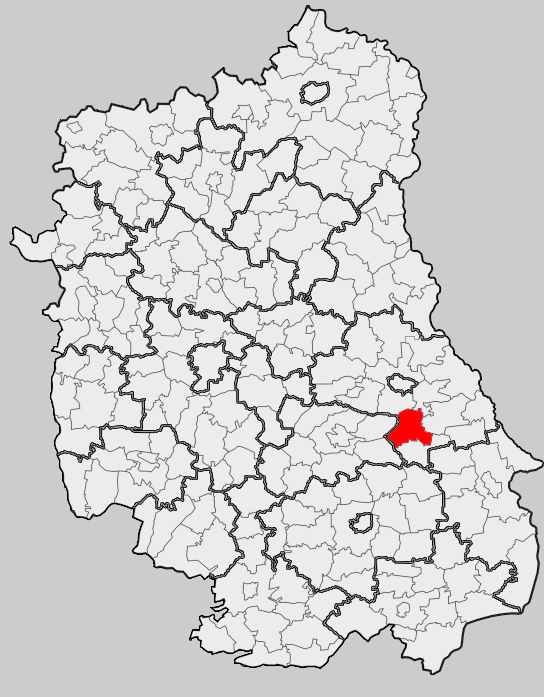
Position de la gmina dans la voïvodie

- Alojzów
- Dębina
- Horodysko
- Janówka
- Kasiłan
- Kumów Majoracki
- Kumów Plebański
- Leśniowice
- Leśniowice-Kolonia
- Majdan Leśniowski
- Nowy Folwark
- Plisków
- Plisków-Kolonia
- Politówka
- Poniatówka
- Rakołupy
- Rakołupy Duże
- Rakołupy Małe
- Sarniak
- Sielec
- Teresin
- Wierzbica
- Wygnańce

### Gminy voisines
La gmina de Leśniowice est voisine des gminy suivantes :
- Chełm
- Kamień
- Kraśniczyn
- Siennica Różana
- Wojsławice
- Żmudź

## Structure du terrain
D'après les données de 2002, la superficie de la commune de Leśniowice est de 117,85 kilomètres carrés, répartis comme telle :
- terres agricoles : 80 %
- forêts : 13 %

La commune représente 6,62 % de la superficie du powiat.

## Démographie
Données du 30 juin 2004:
| Description        | Total  | Total | Femmes | Femmes | Hommes | Hommes |
| ------------------ | ------ | ----- | ------ | ------ | ------ | ------ |
| Unité              | Nombre | %     | Nombre | %      | Nombre | %      |
| Population         | 4 034  | 100   | 2 061  | 51,1   | 1 973  | 48,9   |
| Densité (hab./km²) | 34,2   | 34,2  | 17,5   | 17,5   | 16,7   | 16,7   |